# Gjergj Kaçinari
Gjergj Kaçinari (ur. 25 kwietnia 1939 w Prizrenie, zm. 27 grudnia 2019 w Prisztinie) – albański kompozytor, dyrygent i pedagog mieszkający i tworzący w Kosowie.

## Życiorys
Kształcił się w szkołach muzycznych w Belgradzie i w Prisztinie. W latach 1978–1980 studiował teorię kompozycji na Akademii Muzycznej w Prisztinie. Tworzył muzykę poważną, był także kompozytorem muzyki filmowej i teatralnej. Jego dorobek artystyczny obejmuje ponad 600 pieśni. W 1975 zakładał chór męski Bandillët e Kosovës (późniejszy oktet męski Kosovarët). Od 1985 przez 19 lat pracował jako dyrygent chóru Collegium Cantorum, działającego w Prisztinie. W 1993 kierował chórem w katedrze w Szkodrze, w czasie pielgrzymki Jana Pawła II do Albanii. W 1995 opublikował książkę Margaritarët e këngëve popullore (Perły ludowej pieśni). Zmarł w Prisztinie, został pochowany na stołecznym cmentarzu katolickim.
Był żonaty (żona Greta), miał córkę Klorindę.